# Gustaf Nordbergs Vagnfabrik
Gustaf Nordbergs Vagnfabrik (kurz: Nordberg oder Nordbergs) war ein schwedisches Karosseriebauunternehmen, das in der ersten Hälfte des 20. Jahrhunderts Aufbauten für Chassis europäischer und US-amerikanischer Automobilhersteller entwarf und baute.

## Unternehmensgeschichte
Das Unternehmen wurde je nach Quelle 1893 oder 1901 in Stockholm von Gustaf Nordberg gegründet. Nordbergs Vagnfabrik war ein Familienbetrieb. Der Gründer leitete das Unternehmen bis zu seinem Tod 1935, danach übernahmen seine Söhne Nils und Carl Nordberg die Führung.
In den ersten Jahren des 20. Jahrhunderts baute Nordberg Inneneinrichtungen von Kutschen, ging aber etwa 1910 auf den Bau von Automobilkarosserien über. Nordberg war nicht auf ein bestimmtes Segment beschränkt. Das Unternehmen baute sowohl Staatskarossen und Oberklassefahrzeuge als auch Spezialversionen von Mittelklassemodellen und Nutzfahrzeuge. In den 1920er- und 1930er-Jahren kleidete Nordberg verschiedene US-amerikanische Chassis ein, darunter Cadillacs und Buicks. Ein 1938 gebauter Cadillac ging an das schwedische Königshaus. Regelmäßig gab es Aufträge für Karosserien auf Rolls-Royce-Fahrgestellen, von denen Nordberg von 1912 bis 1953 insgesamt 35 Stück baute. Seit 1930 entstanden außerdem zahlreiche Sonderaufbauten auf Volvo-Fahrgestellen, darunter Cabriolet-Versionen des PV51 und Krankenwagen auf der Basis des PV830.
Nordberg baute schließlich auch Prototypen und Konzeptfahrzeuge. 1933 entstand im Nordberg-Werk der Aufbau des Volvo Venus Bilo, eines der ersten Automobile mit Pontonkarosserie.
1953 gab Nordberg den Bau von PKW-Karosserien auf. Der letzte Personenwagen mit Nordberg-Karosserie war eine viertürige Stufenhecklimousine mit drei Seitenfenstern auf dem Fahrgestell eines Rolls-Royce Silver Wraith LWB. Danach konzentrierte sich das Unternehmen auf den Bau von Ambulanzfahrzeugen. 1957 stellte Nordberg den Betrieb komplett ein. Bis dahin hatte Nordberg etwa 1000 Automobilkarosserien produziert.

## Galerie: Autos mit Karosserien von Nordberg

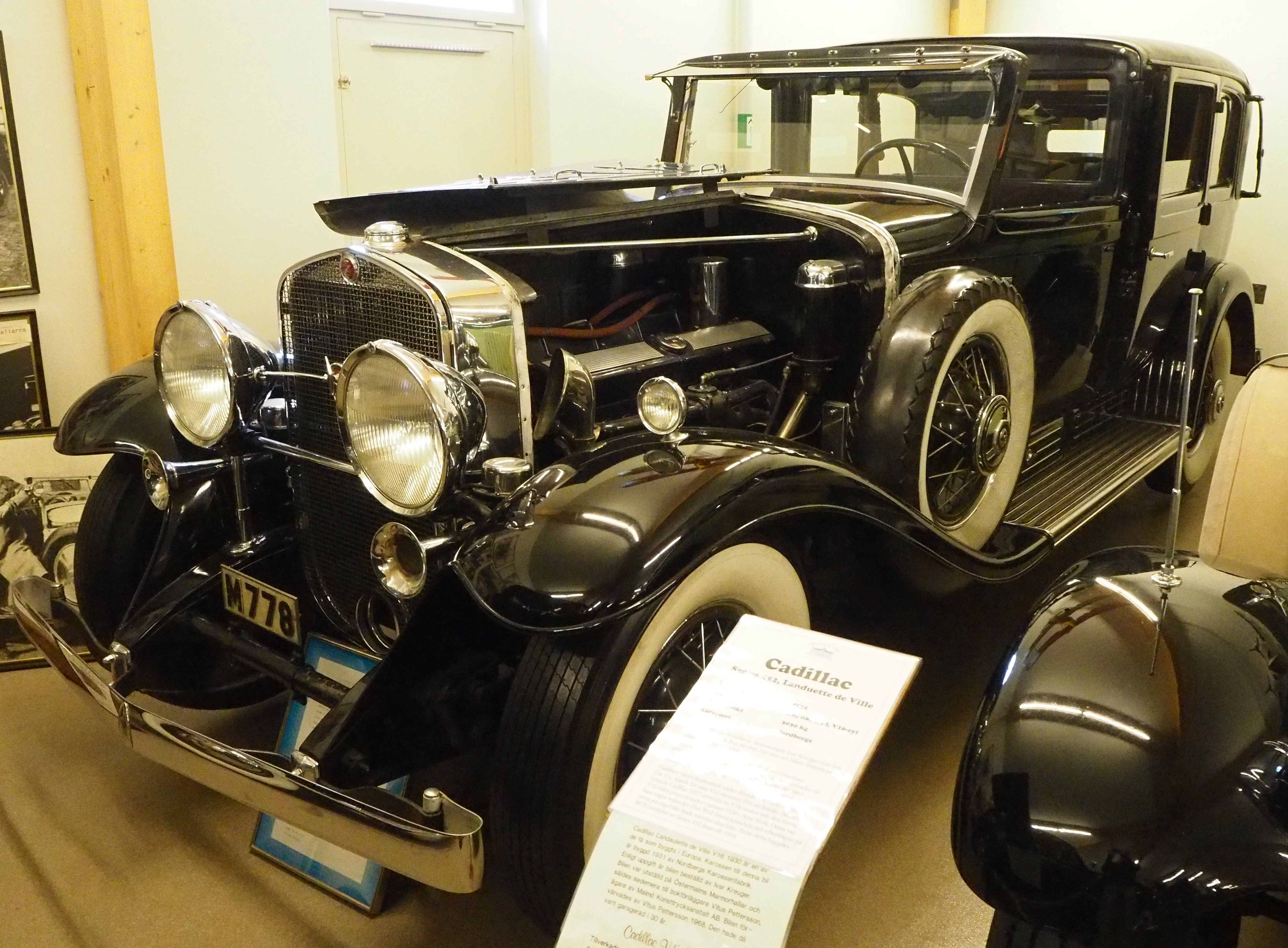
Cadillac Series 452 V16 (1930)
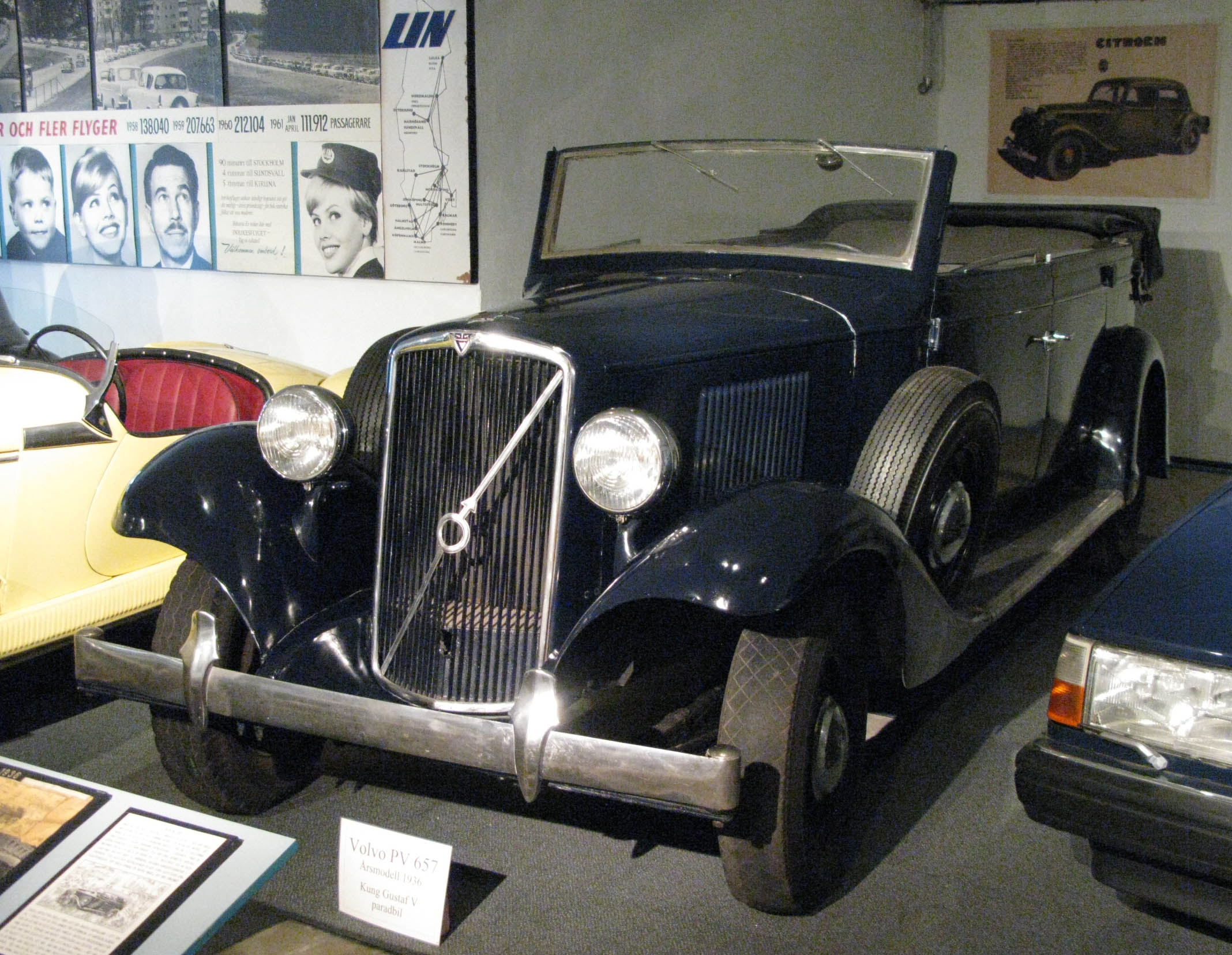
Volvo PV657 (1935)
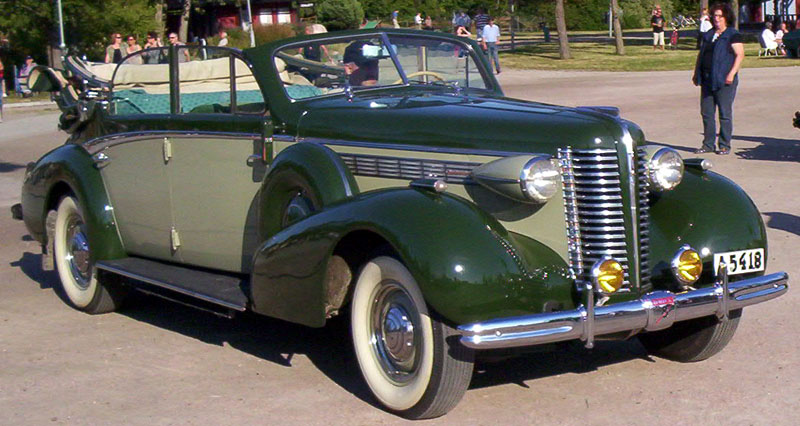
Buick 80C Roadmaster (1938)
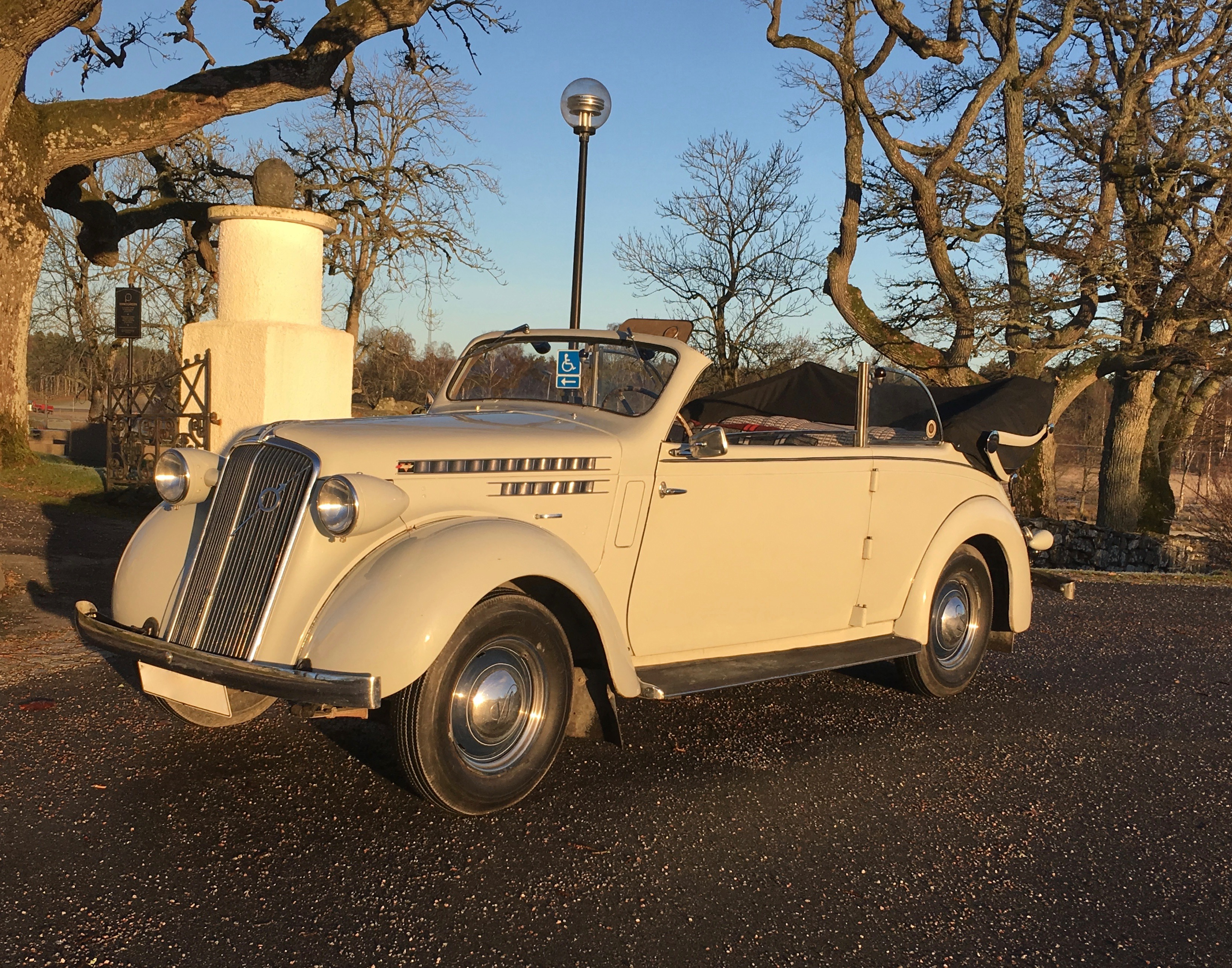
Volvo PV51 Cabriolet (1937)